# Aspicarpa mollis
Aspicarpa mollis är en tvåhjärtbladig växtart som först beskrevs av George Bentham, och fick sitt nu gällande namn av Emil Hassler. Aspicarpa mollis ingår i släktet Aspicarpa och familjen Malpighiaceae. Inga underarter finns listade i Catalogue of Life.